# Marius Canard
Marius Canard (1888-1982) foi um professor francês, especialista em história islâmica. Fluente em árabe, inglês, alemão, armênio e russo, escreveu diversos livros, começando em 1929 com L'origine sarrazine de Bertrand du Guesclin, vários artigos, além dos trabalhos como editor e tradutor. Foi professor da Faculdade de Letras de Argel, até 1961.